# Bodó Imre (agrármérnök)
Bodó Imre (Budapest, 1932. október 4. – Budapest, 2023. december 18.) nemzetközi szinten elismert magyar agrármérnök, a Hortobágyi Állami Gazdaság főállattenyésztője, egyetemi tanár, „A magyar szürke megmentője”.

## Élete
Édesapja oldaláról székely, édesanyja oldaláról bánáti nagybirtokos családból származott. Kőszegen katonai reáliskolában, később a piarista gimnáziumban tanult. 1951-ben kitűnő érettségi vizsgát tett. Ezt követően a Gödöllői Agrártudományi Egyetemen tanult, ahol 1956-ban szintén kitűnőre értékelt agrármérnöki diplomát kapott.
1961-től a Hortobágyi Állami Gazdaság főállattenyésztője. Itt – a korabeli pártutasításoktól eltérően – titokban segítette a kihalás szélén álló magyar szürkemarha tenyésztését. Tevékenységéért később „A magyar szürke megmentője” címet kapta kortársaitól. (A fajtát 2015-ben Hungarikumnak minősítették.) Őt tartják a génmegőrzés első magyarországi tudatosítójának.
1974-től az Állatorvostudományi Egyetemen tanít (adjunktus, később docens, majd tanszékvezető egyetemi tanár), 1996-tól a Debreceni Egyetem Állattenyésztés és Takarmányozástani Tanszékének munkatársa, 2003-tól professzor emeritus. Debrecenben 10 éven át az Állattenyésztéstudományok Doktori Iskolát is vezette. Több saját, és másokkal közösen írt könyve és tankönyve jelent meg.
1967-ben doktorátust, 1977-ben kandidátusi fokozatot szerzett Magyar szürke marha küllemének és teljesítményének megítélése, illetve a Teljesítmény örökölhetősége a lótenyésztésben című dolgozataival. 1997-ben Háziállatok géntartalékának megőrzése disszertációjáért akadémiai (nagy)doktori címet kapott. A magyar mellett angol, francia és német nyelven beszélt, és tartott előadásokat is, Magyarországon és külföldön.
2022. november 8-án konferenciát rendeztek 90. születésnapja tiszteletére a Magyar Mezőgazdasági Múzeumban.
2023-ban hunyt el 91 éves korában. Nyughelye a Kelenföldi Szent Gellért-plébánia nagy temploma urnatemetője.

## Címei
- az Állatorvostudományi Egyetem Állattenyésztési Tanszékének professzor emeritusa,[9]
- a Debreceni Agrártudományi Egyetem Állattenyésztés- és Takarmányozástani Tanszékének professzora,[9]
- a Magyar Szürkemarhatenyésztők Egyesületének tiszteletbeli elnöke,[9]
- a Furioso North Star Lótenyésztő Egyesület tiszteletbeli elnöke,[9]
- a Magyar Állattenyésztők Szövetségének egykori elnökségi tagja és a két legrangosabb kitüntetésének birtokosa,[9]
- a Rare Breeds International alapítója és egykori igazgatója, valamint a DAGENE alapítója és egykori elnöke,[9]
- az Európai Állattenyésztők Szövetsége Lótenyésztési Osztályának egykori alelnöke.[9]

## Díjai
- Nagyváthy János Emlékérem (1987)[6]

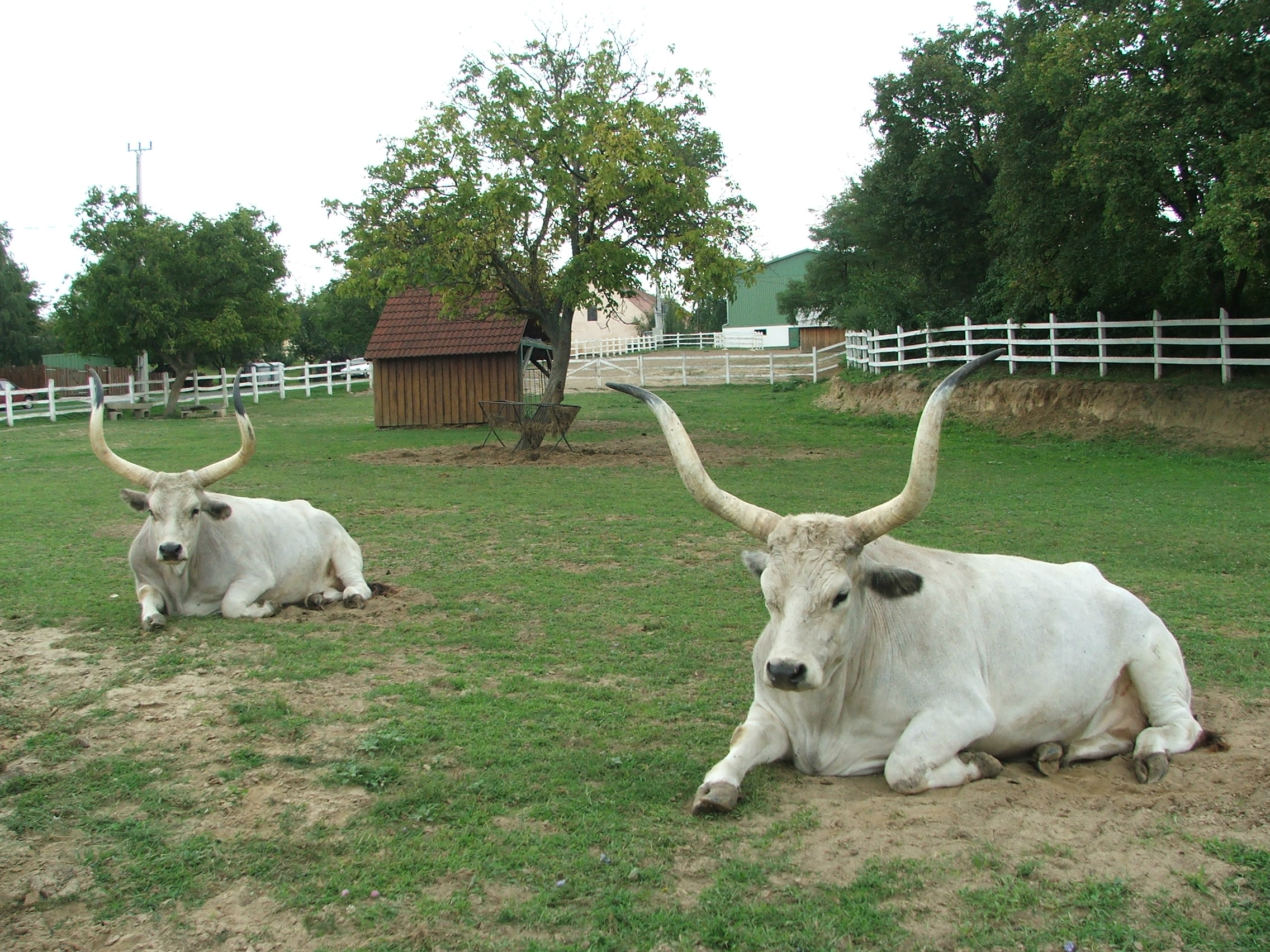
Magyar szürkemarhák (Balatonlelle, Rádpuszta)

- EAAP Distinguished Service Award (1993)[6]
- Pro Natura Emlékérem (1994)[6]
- Doctor Honoris Causa Debrecen (1995)[6]
- Horn Artúr Díj (2001)[6]
- Magyar Köztársaság Érdemrend Lovagkeresztje (2004)[6]
- Pro Scientiis Agriculturae Debrecen (2006)[6]
- Akadémiai díj (2008)[6]
- Konkoly-Thege Díj (2008)[6]
- Kozma Ferenc díj (2017)[6]

Halála után posztumusz Magyar Örökség díjjal ismerték el életművét.

## Könyvei
- (több munkatárssal közösen) Állattenyésztési példatár, Állatorvostudományi Egyetem Kiadása, Budapest, 1979.
- Általános állattenyésztés, Állatorvostudományi Egyetem Kiadása, Budapest, 1988.
- (Hecker Walterrel közösen) Lótenyésztők kézikönyve, Mezőgazda Kiadó, Budapest, 1998. (több kiadásban)
- (több munkatárssal közösen) Szemelvények az állattenyésztés történetéből, Kaposvári Egyetem Állattudományi Kar, Kaposvár, 2000.
- (összeáll. Ernst Józseffel közösen) Régi magyar méneskönyvek, Magyar Lótenyésztő és Lovas Szervezetek Szövetsége, Budapest, 2004.
- (Novotni Péterrel közösen) Színek és lovak, Agroinform Kiadó, Budapest, 2011.
- Háziállatok génvédelme: egyetemi jegyzet, Debreceni Egyetem Kiadása, Debrecen, 2011.
- (Hecker Walterrel közösen) Gyakorlati lótenyésztés, Mezőgazda Kiadó, Budapest, 2013.
- (Domokos Gáborral közösen) A mezőhegyesi félvér, Magyar Lótenyésztők Országos Szövetsége, Budapest, 2017.
- (több munkatárssal közösen) A székely ló, Szélte Kiadás, Budapest, 2021.

## Filmfelvétel
- Egy borjúfark sem hibázott – Portréfilm Prof. Bodó Imre állattenyésztőről – univet.hu, Közzététel: 2021. ápr. 5.